# تیرووایارو (سری‌لانکا)
تیرووایارو (به لاتین: Thiruvaiyaru) یک منطقهٔ مسکونی در سری‌لانکا است که در استان شمالی (سری‌لانکا) واقع شده‌است.